# Angry Birds Rio
Angry Birds Rio — компьютерная игра от финского разработчика Rovio, третья часть серии Angry Birds. Выпущена весной 2011 года. Сюжет игры связан с мультфильмами Рио и Рио 2: птички были похищены и вывезены в Рио-де-Жанейро, и их сородичи отправились на спасение. Игровой процесс аналогичен предыдущим играм: необходимо стрелять птичками из рогатки. Однако в этой игре отсутствуют враги — зелёные свиньи: вместо них имеются клетки с пойманными птицами, которые необходимо разрушать, выпуская их содержимое на волю. Также в качестве врагов в игре присутствуют обезьяны.

## Описание
По мотивам одноимённого мультфильма компании 20th Century Fox. В игре присутствуют боссы и появляются новые птицы — Голубчик и Жемчужинка. В версии 2.4.0 появилась официальная игровая валюта — монеты.
Доступные обновления на разных платформах:
| ОС                  | Версия | Smugglers' Den | Jungle Escape | Beach Volley | Carnival Upheaval | Airfield Chase | Smugglers' Plane | Market Mayhem | Golden Beachball | Rocket Rumble | High Dive | Blossom River | Timber Tumble | Hidden Harbor | Treasure Hunt | Playground |
| ------------------- | ------ | -------------- | ------------- | ------------ | ----------------- | -------------- | ---------------- | ------------- | ---------------- | ------------- | --------- | ------------- | ------------- | ------------- | ------------- | ---------- |
| iOS                 | 2.6.0  | Да             | Да            | Да           | Да                | Да             | Да               | Да            | Да               | Да            | Да        | Да            | Да            | Да            | Да            | Да         |
| Android             | 2.6.0  | Да             | Да            | Да           | Да                | Да             | Да               | Да            | Да               | Да            | Да        | Да            | Да            | Да            | Да            | Да         |
| Windows Phone       | 2.2.0  | Да             | Да            | Да           | Да                | Да             | Да               | Да            | Да               | Да            | Да        | Да            | Да            | Да            | Нет           | Да         |
| Windows (удалена)   | 2.2.1  | Да             | Да            | Да           | Да                | Да             | Да               | Да            | Да               | Да            | Да        | Да            | Да            | Да            | Нет           | Да         |
| Symbian³            | 1.4.4  | Да             | Да            | Да           | Да                | Да             | Да               | Нет           | Да               | Нет           | Нет       | Нет           | Нет           | Нет           | Нет           | Нет        |
| WebOS               | 1.3.2  | Да             | Да            | Да           | Да                | Да             | Нет              | Нет           | Да               | Нет           | Нет       | Нет           | Нет           | Нет           | Нет           | Нет        |
| OS X                | 2.2.0  | Да             | Да            | Да           | Да                | Да             | Да               | Да            | Да               | Да            | Да        | Да            | Да            | Да            | Нет           | Да         |
| BlackBerry Playbook | 1.4.4  | Да             | Да            | Да           | Да                | Да             | Да               | Нет           | Да               | Нет           | Нет       | Нет           | Нет           | Нет           | Нет           | Нет        |

Уровни:
| Номер обновления | Версия | Smugglers' Den | Jungle Escape | Beach Volley | Carnival Upheaval | Airfield Chase | Smugglers' Plane | Market Mayhem | Golden Beachball | Rocket Rumble | High Dive | Blossom River | Timber Tumble | Hidden Harbor | Treasure Hunt | Bonus Levels | Playground | Предметы | Всего |
| ---------------- | ------ | -------------- | ------------- | ------------ | ----------------- | -------------- | ---------------- | ------------- | ---------------- | ------------- | --------- | ------------- | ------------- | ------------- | ------------- | ------------ | ---------- | -------- | ----- |
| 1)               | 1.0.0  | 30             | 30            | Нет          | Нет               | Нет            | Нет              | Нет           | Нет              | Нет           | Нет       | Нет           | Нет           | Нет           | Нет           | Нет          | Нет        | Нет      | 60    |
| 2)               | 1.1.0  | 30             | 30            | 30           | Нет               | Нет            | Нет              | Нет           | Нет              | Нет           | Нет       | Нет           | Нет           | Нет           | Нет           | Нет          | Нет        | Нет      | 90    |
| 3)               | 1.2.0  | 30             | 30            | 30           | 15                | Нет            | Нет              | Нет           | Нет              | Нет           | Нет       | Нет           | Нет           | Нет           | Нет           | Нет          | Нет        | Нет      | 105   |
| 4)               | 1.2.2  | 30             | 30            | 30           | 30                | Нет            | Нет              | Нет           | 15               | Нет           | Нет       | Нет           | Нет           | Нет           | Нет           | Нет          | Нет        | Нет      | 135   |
| 5)               | 1.3.0  | 30             | 30            | 30           | 30                | 15             | Нет              | Нет           | 15               | Нет           | Нет       | Нет           | Нет           | Нет           | Нет           | Нет          | Нет        | Нет      | 150   |
| 6)               | 1.3.2  | 30             | 30            | 30           | 30                | 30             | Нет              | Нет           | 15               | Нет           | Нет       | Нет           | Нет           | Нет           | Нет           | Нет          | Нет        | Нет      | 165   |
| 7)               | 1.4.0  | 30             | 30            | 30           | 30                | 30             | 15               | Нет           | 15               | Нет           | Нет       | Нет           | Нет           | Нет           | Нет           | Нет          | Нет        | Нет      | 180   |
| 8)               | 1.4.2  | 30             | 30            | 30           | 30                | 30             | 30               | Нет           | 15               | Нет           | Нет       | Нет           | Нет           | Нет           | Нет           | Нет          | Нет        | Нет      | 195   |
| 9)               | 1.4.4  | 30             | 30            | 30           | 30                | 30             | 30               | Нет           | 15               | Нет           | Нет       | Нет           | Нет           | Нет           | Нет           | 12           | Нет        | 90       | 207   |
| 10)              | 1.5.0  | 30             | 30            | 30           | 30                | 30             | 30               | Нет           | 15               | Нет           | Нет       | Нет           | Нет           | Нет           | Нет           | 36           | Нет        | 90       | 231   |
| 11)              | 1.6.0  | 30             | 30            | 30           | 30                | 30             | 30               | 30            | 15               | Нет           | Нет       | Нет           | Нет           | Нет           | Нет           | 42           | Нет        | 105      | 267   |
| 12)              | 1.7.0  | 30             | 30            | 30           | 30                | 30             | 30               | 30            | 30               | Нет           | Нет       | Нет           | Нет           | Нет           | Нет           | 48           | Нет        | 120      | 288   |
| 13)              | 1.8.0  | 30             | 30            | 30           | 30                | 30             | 30               | 30            | 30               | 20            | Нет       | Нет           | Нет           | Нет           | Нет           | 54           | Нет        | 130      | 314   |
| 14)              | 2.0.0  | 30             | 30            | 30           | 30                | 30             | 30               | 30            | 30               | 20            | 20        | Нет           | Нет           | Нет           | Нет           | 60           | 5          | 140      | 345   |
| 15)              | 2.1.0  | 30             | 30            | 30           | 30                | 30             | 30               | 30            | 30               | 20            | 20        | 20            | Нет           | Нет           | Нет           | 66           | 5          | 150      | 371   |
| 16)              | 2.2.0  | 30             | 30            | 30           | 30                | 30             | 30               | 30            | 30               | 20            | 20        | 20            | 20            | 15            | Нет           | 72           | 5          | 160      | 412   |
| 17)              | 2.4.0  | 30             | 30            | 30           | 30                | 30             | 30               | 30            | 30               | 20            | 20        | 20            | 20            | 15            | Нет           | 72           | 5          | 160      | 412   |
| 18)              | 2.5.0  | 30             | 30            | 30           | 30                | 30             | 30               | 30            | 30               | 20            | 20        | 20            | 20            | 15            | 20            | 72           | 5          | 160      | 432   |
| 19)              | 2.6.0  | 30             | 30            | 30           | 30                | 30             | 30               | 30            | 30               | 20            | 20        | 20            | 20            | 15            | 40            | 78           | 5          | 160      | 458   |

## Разработка
Angry Birds Rio была выпущена 22 марта 2011 компанией Rovio Entertainment при поддержке Fox Digital Entertainment и Blue Sky Studios. Изначально в игре было только два эпизода по 30 уровней: Smugglers' Den и Jungle Escape. Остальные эпизоды постепенно выходили с перерывами в несколько месяцев. Последний эпизод, Smugglers' Plane, был добавлен в игру 12 ноября 2011 (сначала вышли только первые 15 уровней, ещё 15 появились позднее).
11 марта 2013, вышел новый эпизод Market Mayhem, появились активаторы PowerUps. 18 декабря 2013 был добавлен эпизод Rocket Rumble.
20 февраля 2014 года с обновлением уровни разделились на две части, Rio 1 и Rio 2. В уровнях Rio 2 изменило и появилось:
- Изменился дизайн персонажей, птицы и другие персонажи стали в стиле Angry Birds Toons.
- Значительно улучшилась графика уровней.
- Впервые в Angry Birds Rio появилась вода.
- Появились новые животные, в том числе дельфины.

Также с выходом этого обновления изменился дизайн игры: появилась новая иконка, изменился дизайн экрана загрузки, главного меню, музыка, также появился новый звук при нажатии кнопки Toons.TV.
В 2014 году вышли ещё два новых эпизода: Blossom River, Timber Tumble и один секретный Hidden Harbor. В 2015 году вышло новое обновление: появились монетки, бонусный эпизод Treasure Hunt и кнопка «Специальные предложения».

## Сюжет
Птицы попадают в капкан у себя на Острове, и браконьеры везут их в своё логово в Рио-де-Жанейро, тем самым разлучая птиц с яйцами. Птицы злятся, вырываются из клетки, освобождают других птиц, которые жили в джунглях, и знакомятся со связанными цепью попугаями Голубчиком и Жемчужинкой. Выясняется, что, чтобы вернуться домой, птицам придётся бороться со злобными обезьянами и браконьерами.
Птицы бегут из логова браконьеров в джунгли, где их атакуют обезьяны и Найджел. Они находят Рафаэля и Луиса, последний освобождает Голубчика. Птицы попадают на карнавал, где на них нападает Мауро, а Жемчужинку похищают браконьеры. Птицы отправляются в аэропорт, откуда попадают на самолёт браконьеров, освобождают Жемчужинку и расправляются с Найджелом.
Самолёт браконьеров теряет управление и птицы приземляются на свой родной Остров. Там их вновь поджидают свиньи…

## Специальные версии
Free и HD (доступны только на iOS)
- Angry Birds Rio Free — бесплатная версия игры, состоящая из 37 специально подобранных уровней, взятых из нескольких эпизодов игры.
- Angry Birds Rio Free HD — бесплатная версия в HD-качестве. Здесь к обычным Free-уровням также добавлены три уровня из Airfield Chase.
- Angry Birds Rio HD — HD-версия, отличается более качественной графикой и 12 специальными уровнями.

### Консольные платформы
В 2012 году Rovio заявили, что Angry Birds Rio вместе с Angry Birds Classic и Angry Birds Seasons станет доступной для платформ PlayStation 3, Xbox 360 и Nintendo 3DS. В итоге было решено объединить все три игры в одну большую — Angry Birds Trilogy, которая стала доступна 28 сентября 2012 (в США 25 сентября 2012).
Отдельно Rio для консольных платформ не продаётся.

## Отзывы и популярность
| Сводный рейтинг    | Сводный рейтинг              |
| Агрегатор          | Оценка                       |
| ------------------ | ---------------------------- |
| Metacritic         | iOS: 87/100 iOS (HD): 88/100 |
| Иноязычные издания |                              |
| Издание            | Оценка                       |
| TouchArcade        | iOS:                         |

Игра получила в целом положительные отзывы с оценкой 87 % на Metacritic . Райан Риньи из GamePro заявляет, что версия для iOS «может похвастаться некоторыми заметными улучшениями своих предшественников». Леви Бьюкенен из IGN в своем обзоре версии для Android назвал игру «умной, быстрой, новой главой для серии». Джим Сквайрс из Gamezebo похвалил попытки игры добавить новый материал и механику, сказав: «Некоторая эволюция должна произойти, если игра хочет достичь славы Mario или Pac-Man». Трейси Эриксон из Pocket Gamer отметила, что у игры есть «качественный геймплей и хорошая ценность».
С момента выпуска Angry Birds Rio была загружена более 10 миллионов раз, благодаря чему стала одной из самых популярных игр в App Store и Google Play.